# Трытко, Пшемыслав
Пшемыслав Трытко (пол. Przemysław Trytko; род. 26 августа 1987 или 28 августа 1987, Ополе) — польский футболист, игравший на позиции нападающего.

## Биография
Футбольную карьеру начинал в 2006 году в составе клуба «Энерги». Из-за отсутствия места в стартовом составе в сезоне 2008/2009 был отдан в аренду в польскую «Арку». Летом 2009 года срок аренды был продлён. В июле 2010 года подписал контракт с «Ягеллонией». Однако в этом клубе так же не сумел пробиться в основной состав и был отдан в аренду в клуб «Полония» (Бытом), а затем на полгода в немецкий клуб «Карл Цейсс»
В 2013 году перешёл в польский клуб «Корона».
В начале 2016 года подписал контракт с казахстанским клубом «Атырау».

## Достижения
«Ягеллония»
- Обладатель Суперкубка Польши: 2010

«Арка»
- Обладатель Кубка Польши: 2016/17